# Speranskia yunnanensis
Speranskia yunnanensis là một loài thực vật có hoa trong họ Đại kích. Loài này được S.M.Hwang miêu tả khoa học đầu tiên năm 1989.